# Wilhelm Müller (Dichter)

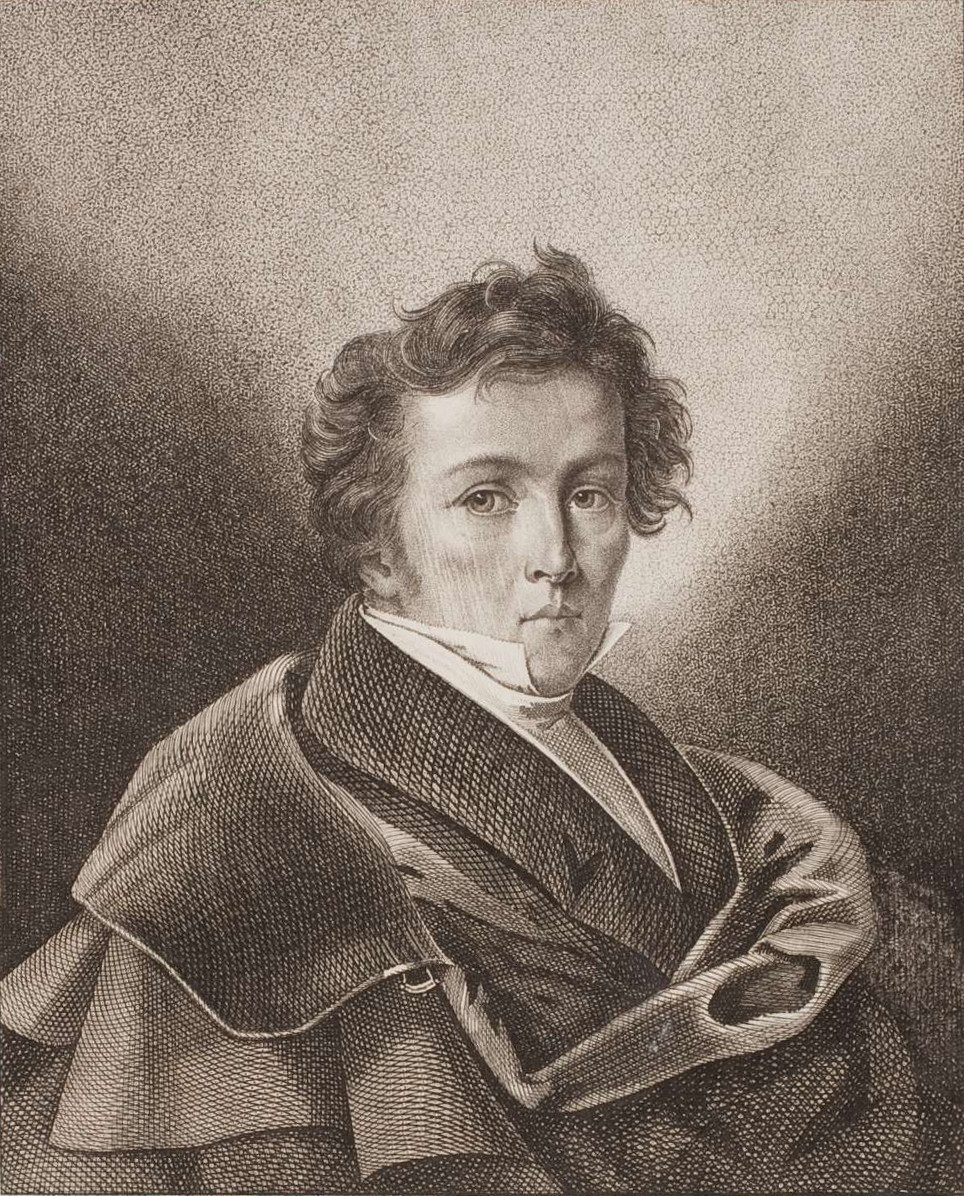
Wilhelm Müller, Stich von Johann Friedrich Schröter

Johann Ludwig Wilhelm Müller (* 7. Oktober 1794 in Dessau; † 1. Oktober 1827 ebenda) war ein deutscher Dichter und Schriftsteller. Er war der Vater des Sprachforschers Friedrich Max Müller.

## Leben
Wilhelm Müller war das sechste Kind des Schneiders Christian Leopold Müller und seiner Frau Marie Leopoldine, geborene Cellarius. Seine Geschwister starben früh, 1808 verlor er auch seine Mutter. Sein Vater, der durch längere Krankheit immer wieder in Finanznot geraten war, heiratete 1809 die wohlhabende Witwe Marie Seelmann, geborene Gödel.
1812 begann Wilhelm Müller ein Studium der Philologie in Berlin, meldete sich aber im Februar 1813 als Freiwilliger zum preußischen Heer und nahm an den Befreiungskriegen gegen Napoleon teil. 1814 wurde er zum Leutnant ernannt. Ab 1816 besuchte er literarische Salons in Berlin und lernte dort unter anderen Gustav Schwab, Achim von Arnim, Clemens Brentano, Ludwig Tieck sowie den Komponisten Ludwig Berger kennen. Bereits 1816/1817 vertonte dieser für ein Liederspiel Texte Müllers. Fünf dieser Vertonungen wurden 1818 als Teil von Bergers Liederzyklus Gesänge aus einem gesellschaftlichen Liederspiel „Die schöne Müllerin“ veröffentlicht. In die Dichterin Luise Hensel war er unglücklich verliebt. 1817/18 unternahm er eine Bildungsreise nach Italien. Daraus entsteht drei Jahre später das zweibändige Rom, Römer und Römerinnen (Berlin, 1820). 
Ebenfalls im Jahr 1818 verfasste Müller sein wohl bekanntestes Gedicht Das Wandern ist des Müllers Lust im Krug zum Grünen Kranze in Halle (Saale).
Im April 1819 wurde er Gymnasiallehrer der Geschichte sowie der Lateinischen und Griechischen Sprache in seiner Heimatstadt Dessau. Im Jahre 1820 wurde er beim Herzog Leopold IV. zum herzoglichen Bibliothekar ernannt.
Am 21. Mai 1821 heiratete er Adelheid Basedow, eine Enkelin des Reformpädagogen Johann Bernhard Basedow. Mit ihr hatte er zwei Kinder, die am 20. April 1822 geborene Auguste und den am 6. Dezember 1823 geborenen Friedrich Max.

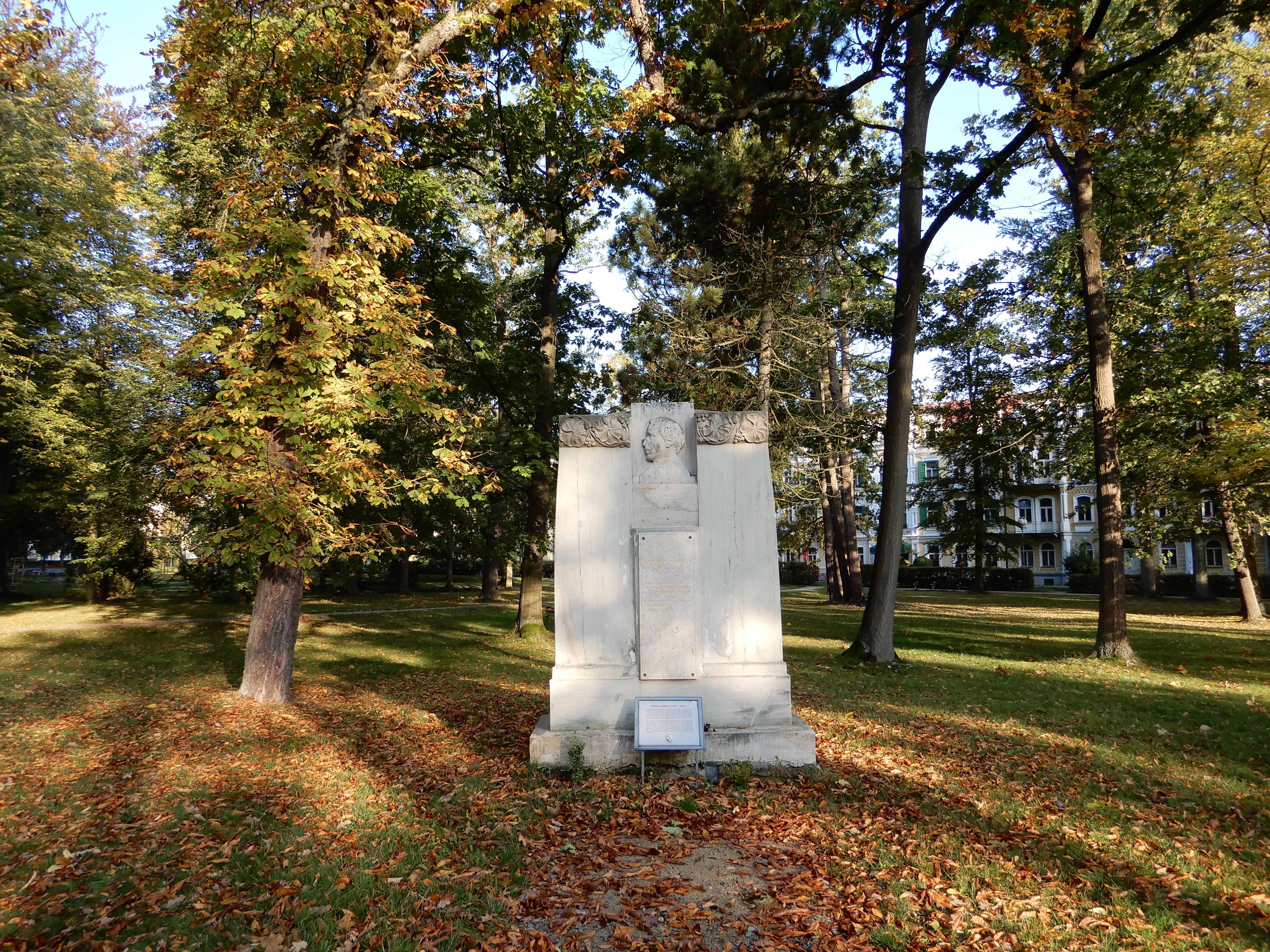
Wilhelm-Müller-Denkmal im Kurort Franzensbad.

Vom 1. bis 3. Juli 1824 nahm er am Musikfest zur „Säcularfeier“ Klopstocks in Quedlinburg teil, das von Quedlinburger Bürgern initiiert worden war, um für Friedrich Gottlieb Klopstock ein Denkmal zu errichten. Das Musikfest, auf dem seine Frau Adelheid die Altpartie sang, wurde von Carl Maria von Weber geleitet. Über die Feier berichtete er in Brockhaus’ Literarischen Conversations-Blatt. Das Denkmal von Schinkel und Tieck wurde am 7. Juli 1831 in der Quedlinburger Parkanlage Brühl eingeweiht.
Im August 1824 wurde Müller zum Hofrat ernannt. Im März 1826 erkrankte er an Keuchhusten. 
Am 17. August 1826 noch besuchte Müller die Rollwenzelei, ein Wirtshaus vor den Toren Bayreuths. In diesem Wirtshaus befand sich die Dichterstube des 1825 verstorbenen Schriftstellers Jean Paul. Die Wirtin Anna Dorothea Rollwenzel berichtete Müller aus sehr persönlicher Sicht über die Zeit als Jean Paul fast täglich zu Gast in der Rollwenzelei war.
Trotz mehrerer Kuraufenthalte (darunter auch in Franzensbad, wo sein Denkmal steht) verschlechterte sich sein Gesundheitszustand Müllers stetig und er starb 1827 im Alter von nur 32 Jahren an einem Herzinfarkt.

## Wirken
Müller wurde durch seine gesellschaftskritischen deutschen Volkslieder bekannt. Er setzte sich für den Unabhängigkeitskampf der Griechen gegen die türkische Besatzung ein – daher sein Beiname „Griechen-Müller“, obwohl er Griechenland nie besuchte.
Er konnte sehr gut Englisch lesen und war unter anderem von Lord Byron beeinflusst, der am griechischen Unabhängigkeitskampf teilgenommen hatte. Im Aufsatz Lord Byron (erschienen im Taschenbuch Urania 1822) preist er dessen freiheitlichen Geist und argumentiert damit indirekt gegen Metternichs Restaurations- und Überwachungssystem. Dieser Aufsatz begründete in Deutschland die politische Rezeption Byrons und rief die metternichsche Zensur auf den Plan.
Müller war als Herausgeber und Redakteur unter anderem für die im Verlag Brockhaus erschienene Bibliothek deutscher Dichter des siebzehnten Jahrhunderts tätig. Die Bibliothek wurde von Karl August Förster weitergeführt und mit Band 14 beendet. Außerdem arbeitete Müller für verschiedene literarische Zeitschriften, darunter das Literarische Conversationsblatt und Hermes.
Wilhelm Müller war Freimaurer. Im Juli 1820 wurde er in die Freimaurerloge Minerva zu den drei Palmen in Leipzig aufgenommen.
Der literarische Nachlass Müllers wird in der Anhaltischen Landesbücherei Dessau verwahrt.
Bereits zu Lebzeiten wurde Müller oft als mittelmäßiger Autor der Romantik abgetan. Demgegenüber steht das Bemühen um eine differenziertere Würdigung als Vorläufer Heinrich Heines.

## Werke

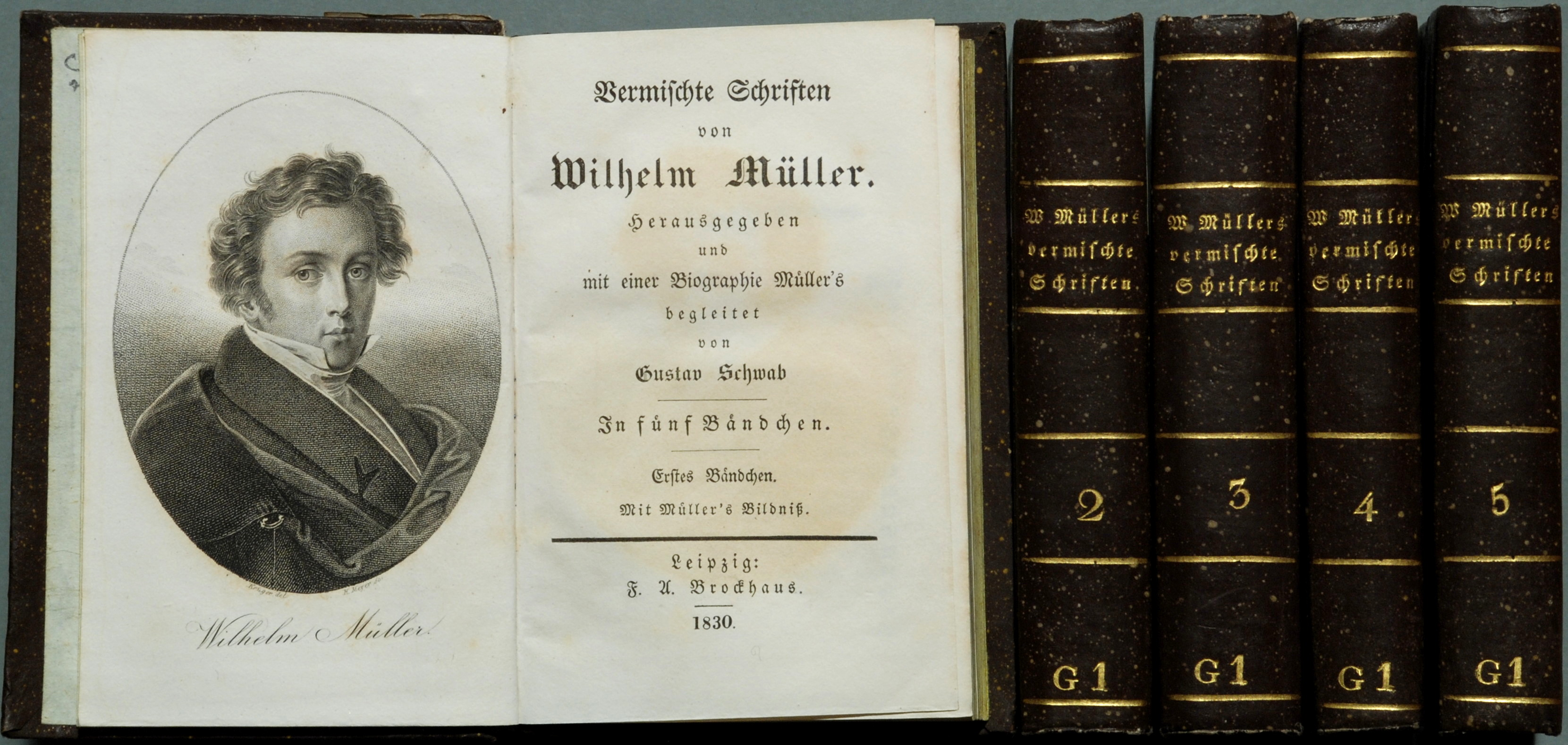
Erste Gesamtausgabe der Werke Wilhelm Müllers in zeitgenössischen Einbänden

- Rom, Römer und Römerinnen. Eine Sammlung vertrauter Briefe aus Rom und Albano mit einigen späteren Zusätzen und Belegen. Berlin, 1820,   2 Bände
- Sieben und siebzig Gedichte aus den hinterlassenen Papieren eines reisenden Waldhornisten, Erstes Bändchen, 1821[12] – enthält u. a. den Zyklus Die schöne Müllerin
- Sieben und siebzig Gedichte aus den hinterlassenen Papieren eines reisenden Waldhornisten, Zweites Bändchen, 1824 – enthält u. a. den Zyklus Die Winterreise
- Lieder der Griechen. 1821. Dessau, Christian Georg Ackermann, (1821).  2. Aufl.: Lieder der Griechen 1821. Erstes Heft. Zweite, mit dem Gedicht "Byron" vermehrte Auflage. Dessau, Christian Georg Ackermann, 1825.
- Lieder der Griechen. 1821. Zweites Heft. Dessau, Christian Georg Ackermann, 1822
- Lord Byron (Aufsatz). 1822. In: Urania, Taschenbuch auf das Jahr 1822. Leipzig, F. A. Brockhaus, 1822.[7]
- Neue Lieder der Griechen. Leipzig, F. A. Brockhaus, 1823.
- Neue Lieder der Griechen. Zweites Heft. Leipzig, F. A. Brockhaus, 1823
- Neueste Lieder der Griechen. Leipzig, Leopold Voss, 1824
- Lyrische Reisen und epigrammatische Spaziergänge, 1827 – enthält u. a. den Zyklus Muscheln von der Insel Rügen mit dem Gedicht „Vineta“, das Johannes Brahms 1860 als einen von Drei Gesängen für sechsstimmigen Chor a cappella vertonte (op. 42 Nr. 2)
- Gustav Schwab (Hrsg.): Vermischte Schriften von Wilhelm Müller. In fünf Bändchen. Leipzig 1830, online Bd.1
- Debora. In: Deutscher Novellenschatz. Hrsg. von Paul Heyse und Hermann Kurz. Bd. 18. 2. Aufl. Berlin, [1910], S. 1–148. In: Weitin, Thomas (Hrsg.): Volldigitalisiertes Korpus. Der Deutsche Novellenschatz. Darmstadt/Konstanz, 2016 (Digitalisat und Volltext im Deutschen Textarchiv)

## Vertonungen

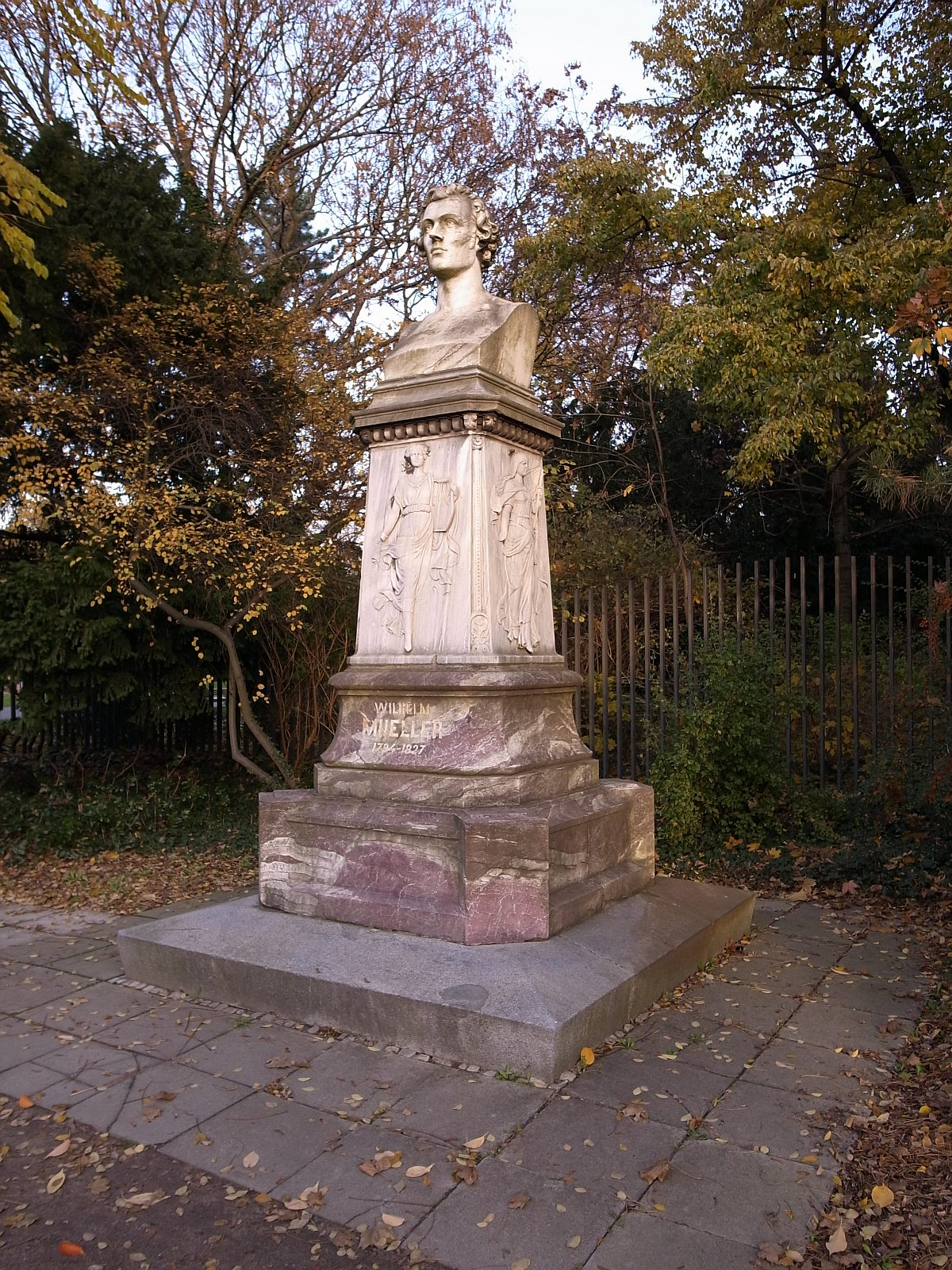
Denkmal im Dessauer Stadtpark

Der heutige Nachruhm Müllers beruht vor allem auf seinen von Franz Schubert vertonten Gedichtzyklen Die schöne Müllerin und die Winterreise, welche zu den bekanntesten Liederzyklen des 19. Jahrhunderts zählen. Weitere zwei Gedichte Müllers zog Schubert für das von Klarinette und Klavier begleitete Lied Der Hirt auf dem Felsen heran. Es ist nicht belegt, dass Müller je von diesen Vertonungen erfahren hat, obwohl Schubert Die schöne Müllerin schon 1823 vollendete, während die Vertonung der Winterreise erst 1827 erfolgte, also in Müllers Todesjahr und ein Jahr vor Schuberts eigenem Tod. Am bekanntesten wurde das Lied Der Lindenbaum aus der Winterreise in der vereinfachten Volksliedfassung Friedrich Silchers unter dem Titel Am Brunnen vor dem Tore. 

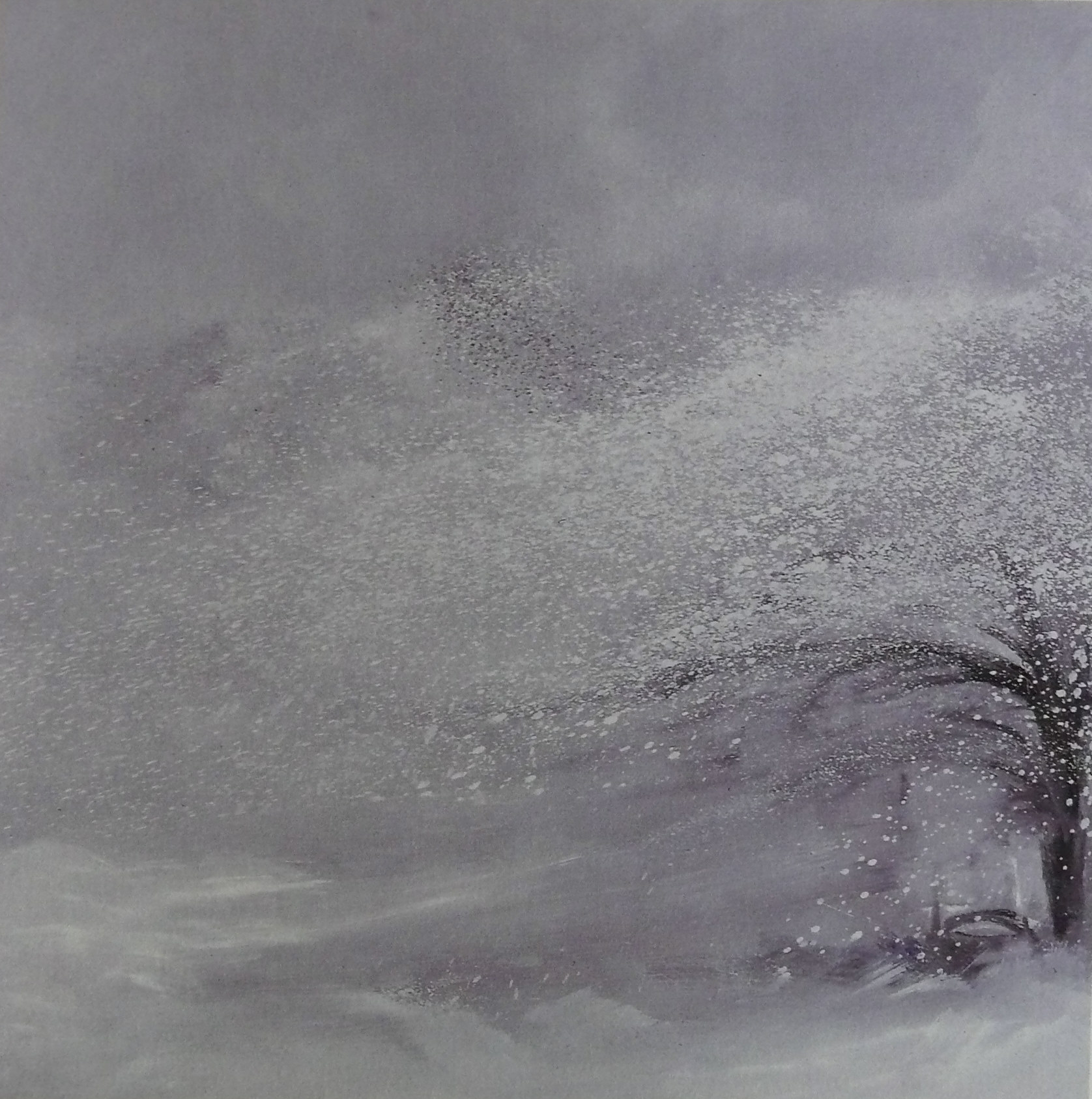
Ingo Kühl "Der Lindenbaum" aus dem 24-teiligen Bilderzyklus "Winterreise" nach Franz Schubert, Öl auf Leinwand 100 × 100 cm, 1996

Weiterhin populär wurde Im Krug zum grünen Kranze, veröffentlicht 1821; Das Wandern (bei Müller Wanderschaft) aus der Schönen Müllerin dagegen wurde nicht mit Schuberts Melodie, sondern mit der von Carl Friedrich Zöllner zum volksliedhaften Wanderlied.
Neben und nach Franz Schubert haben viele weitere Komponisten Müller’sche Gedichte aus dessen Sammlungen Blumenlese aus den Minnesingern, Sieben und siebzig Gedichte aus den hinterlassenen Papieren eines reisenden Waldhornisten und Lyrische Reisen und epigrammatische Spaziergänge vertont, u. a. Ludwig Berger, Johannes Brahms, Felix Draeseke, Karl Graedener, F. Gustav Jansen, Adolf Jensen, Fanny Hensel, Conradin Kreutzer, Heinrich Marschner, Giacomo Meyerbeer, Otto Nicolai, Max Reger, Carl Reinecke, Louis Spohr und Wilhelm Taubert.
Erwähnenswert ist auch, dass das Gedicht Der Leiermann, das letzte Lied der Winterreise, im Jahr 2000 Eingang in die sogenannte dunkle Club-Szene fand. Die schwedische Band Covenant veröffentlichte – in deutscher Sprache gesungen – ihre Vertonung dieses Gedichtes im „Elektro-Gewand“.

## Wilhelm-Müller-Preis
Von 1996 bis 2014 verlieh das Land Sachsen-Anhalt alle drei Jahre den Wilhelm-Müller-Preis im Wechsel mit dem Friedrich-Nietzsche-Preis und dem Georg-Kaiser-Förderpreis als Förderpreis an den literarischen Nachwuchs. Diese Preise wurden 2015 durch den Klopstock-Preis für neue Literatur als Landespreis abgelöst.